# Colobopteridius renaudi
Colobopteridius renaudi är en skalbaggsart som beskrevs av Clement 1958. Colobopteridius renaudi ingår i släktet Colobopteridius och familjen Aphodiidae. Inga underarter finns listade i Catalogue of Life.